# 14.ª reunião de cúpula do G20

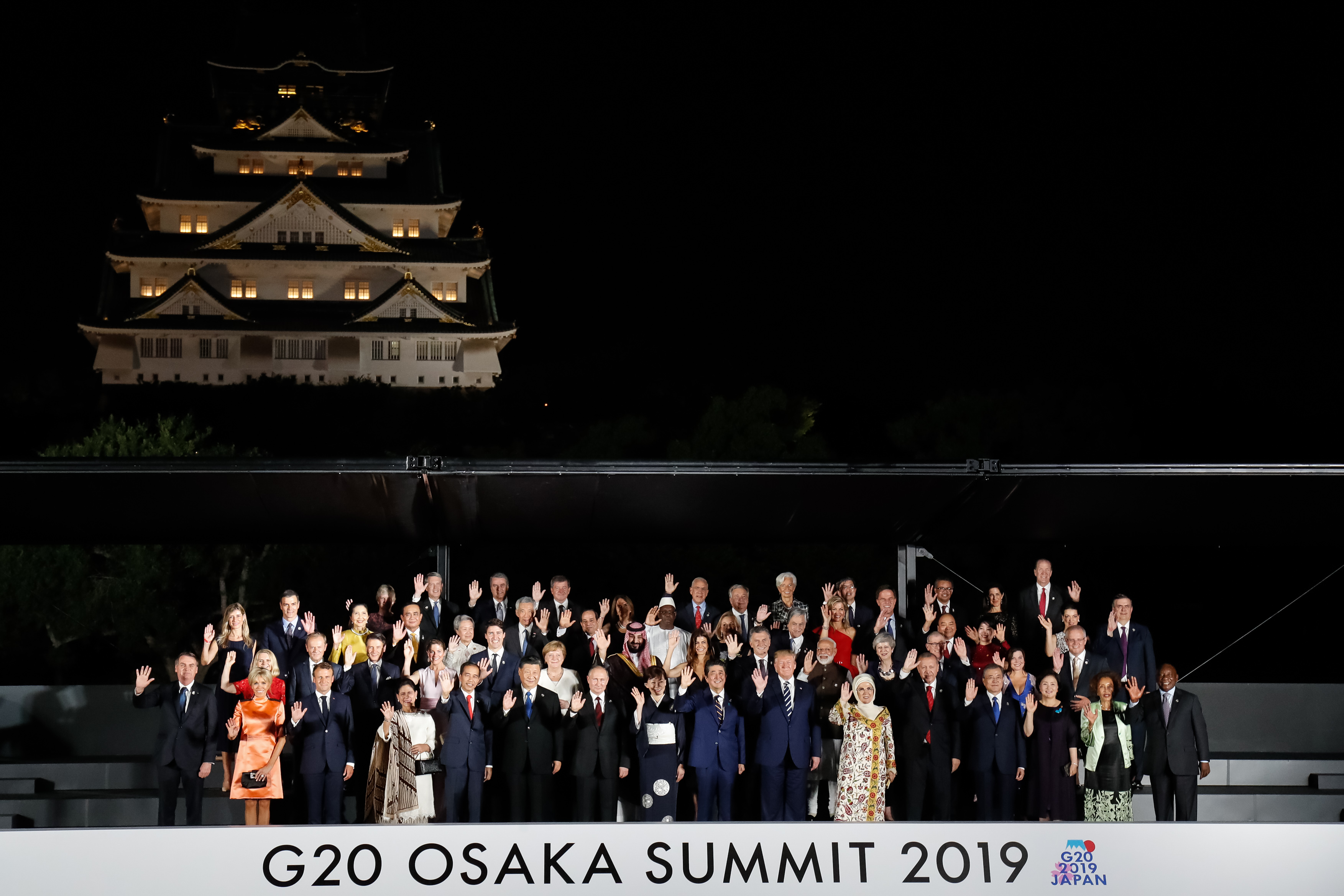
Castelo de Osaka

A 14.ª reunião de cúpula do G20 ocorreu entre 28 e 29 de junho de 2019 na cidade de Osaka.
Foi a primeira cúpula sediada pelo Japão. Aconteceu paralelamente uma série de reuniões ministeriais em outras oito cidades japonesas até o fim de 2019.

## Líderes participantes[5]

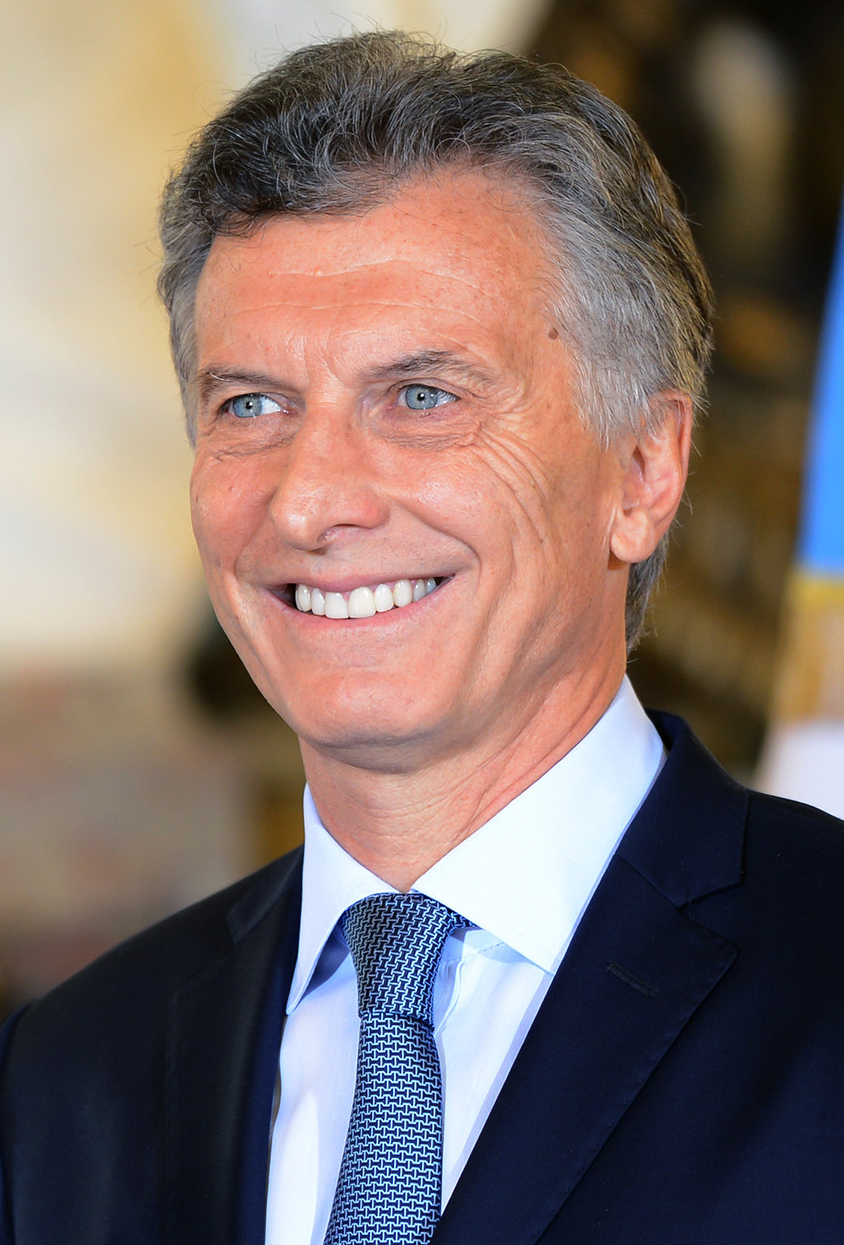
Argentina Mauricio Macri, Presidente
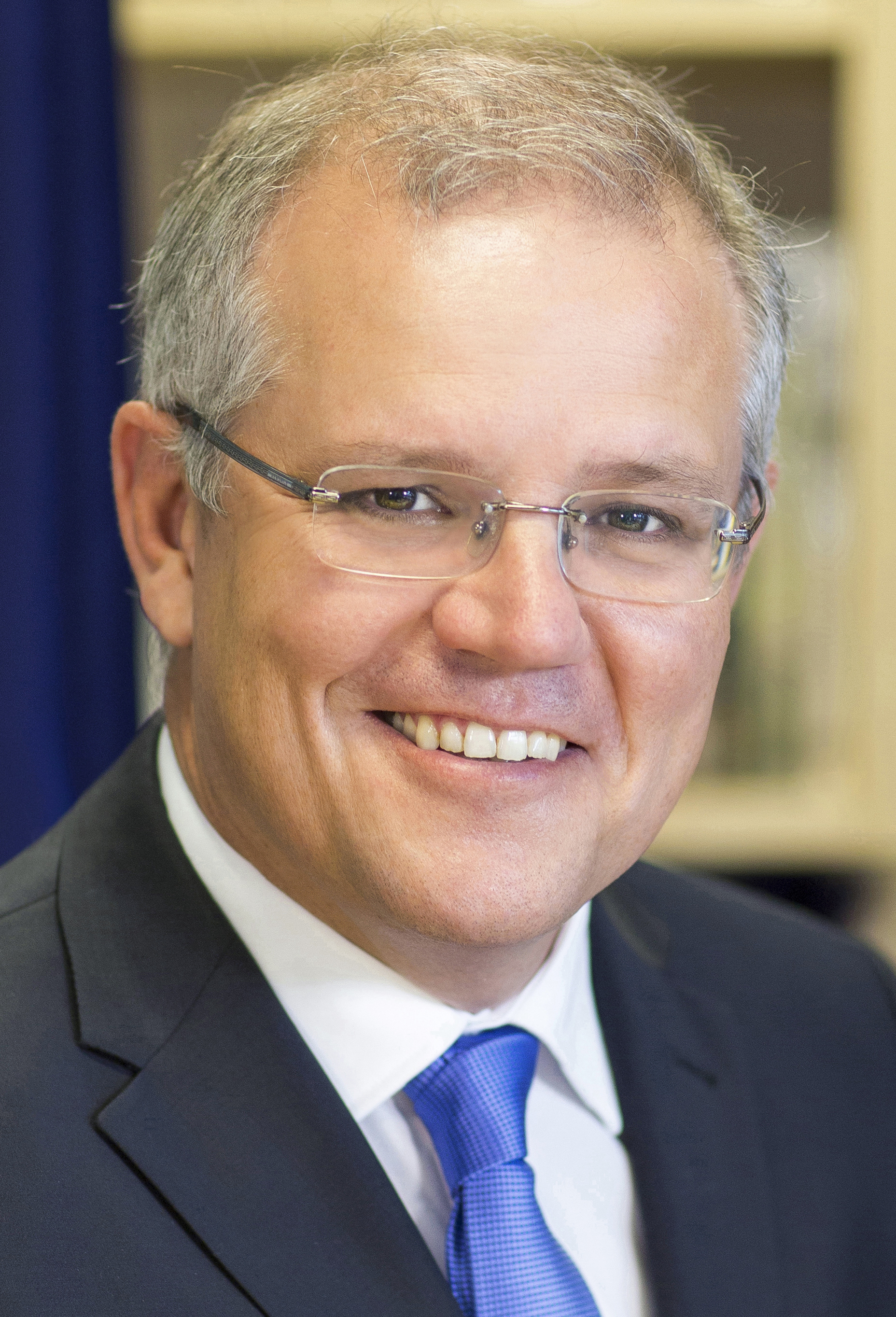
Austrália Scott Morrison, Primeiro-Ministro
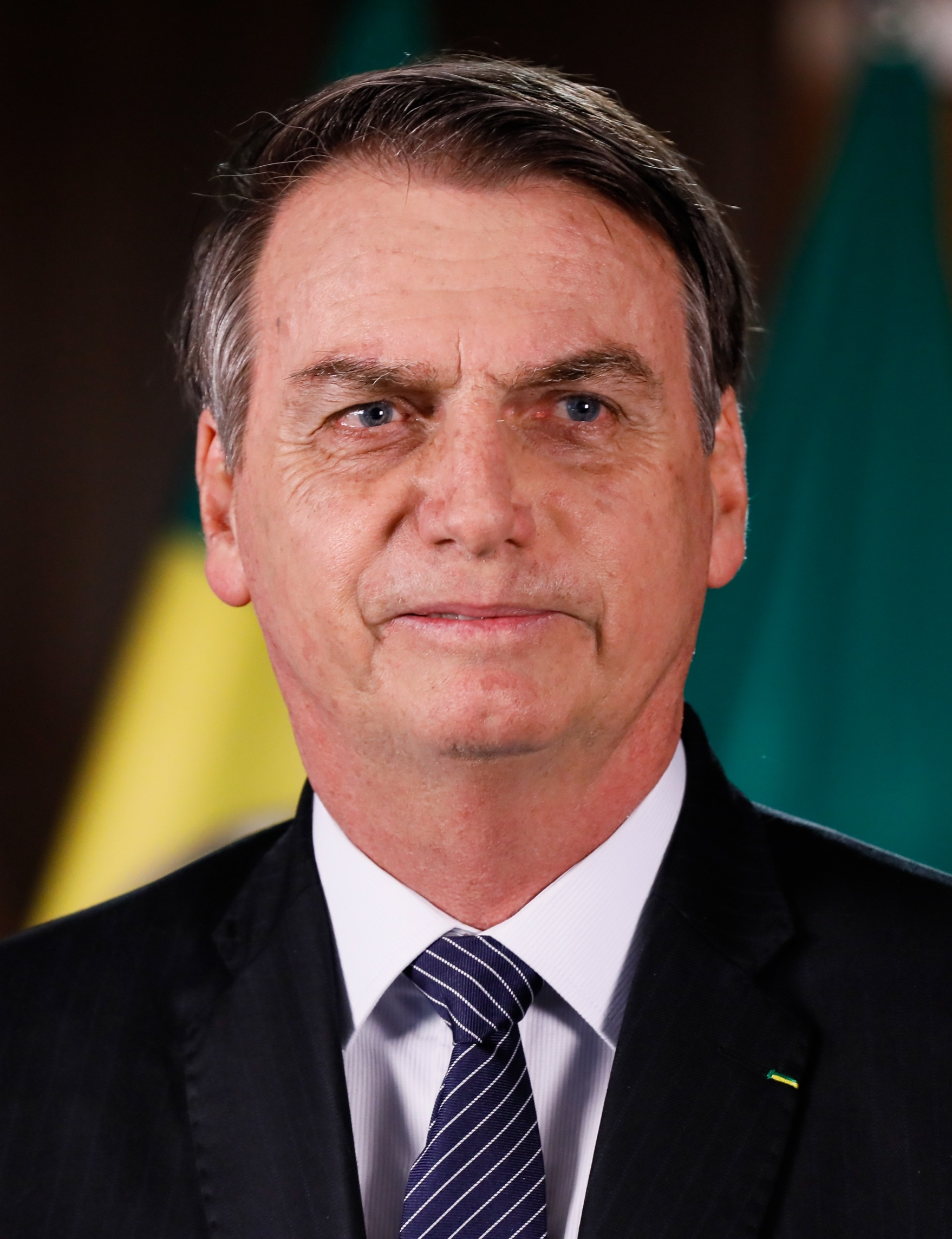
Brasil Jair Messias Bolsonaro, Presidente
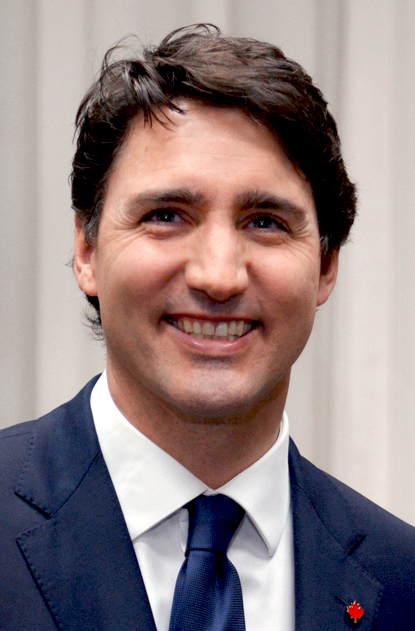
Canadá Justin Trudeau, Primeiro-Ministro
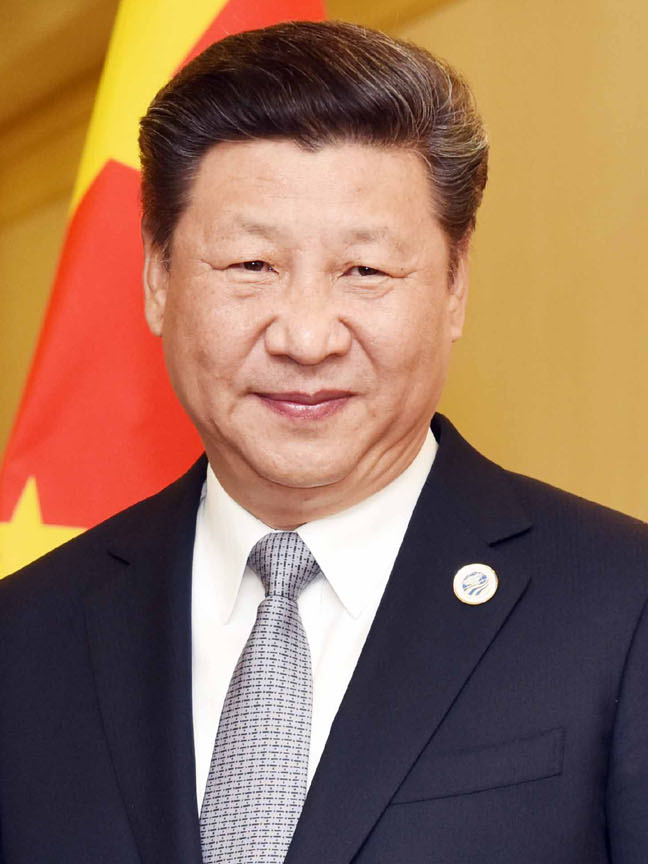
China Xi Jinping, Presidente
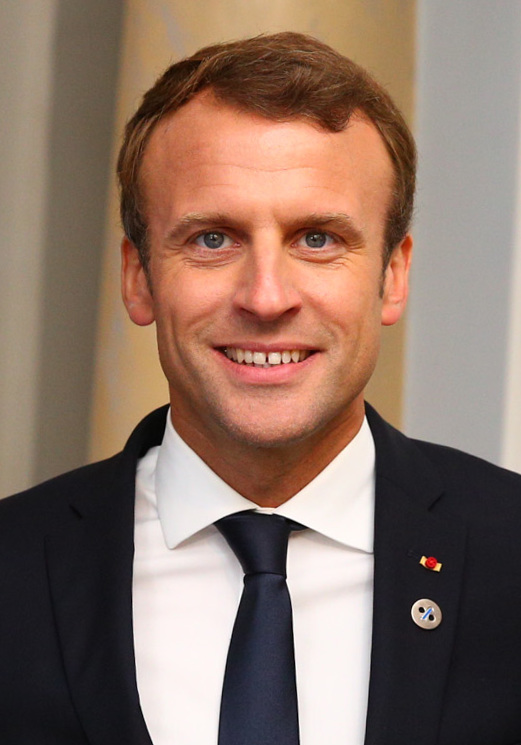
França Emmanuel Macron, Presidente
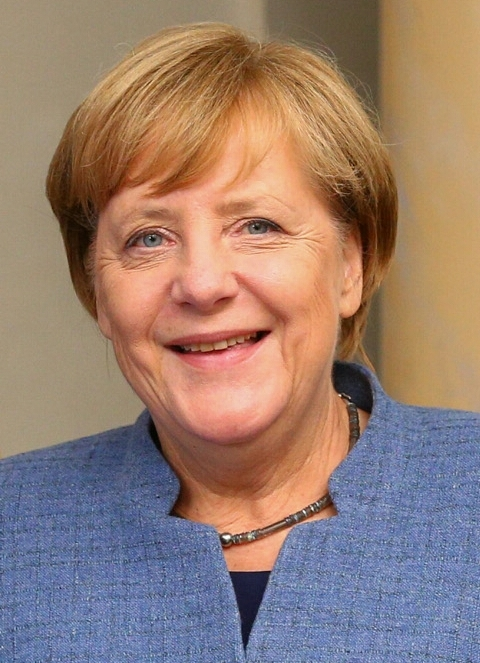
Alemanha Angela Merkel, Chanceler
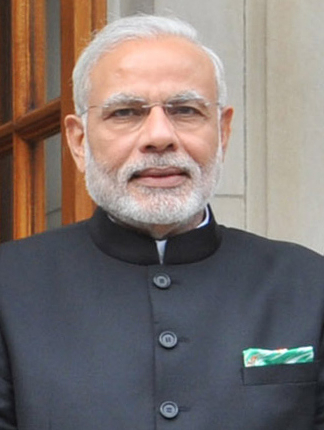
Índia Narendra Modi, Primeiro-Ministro
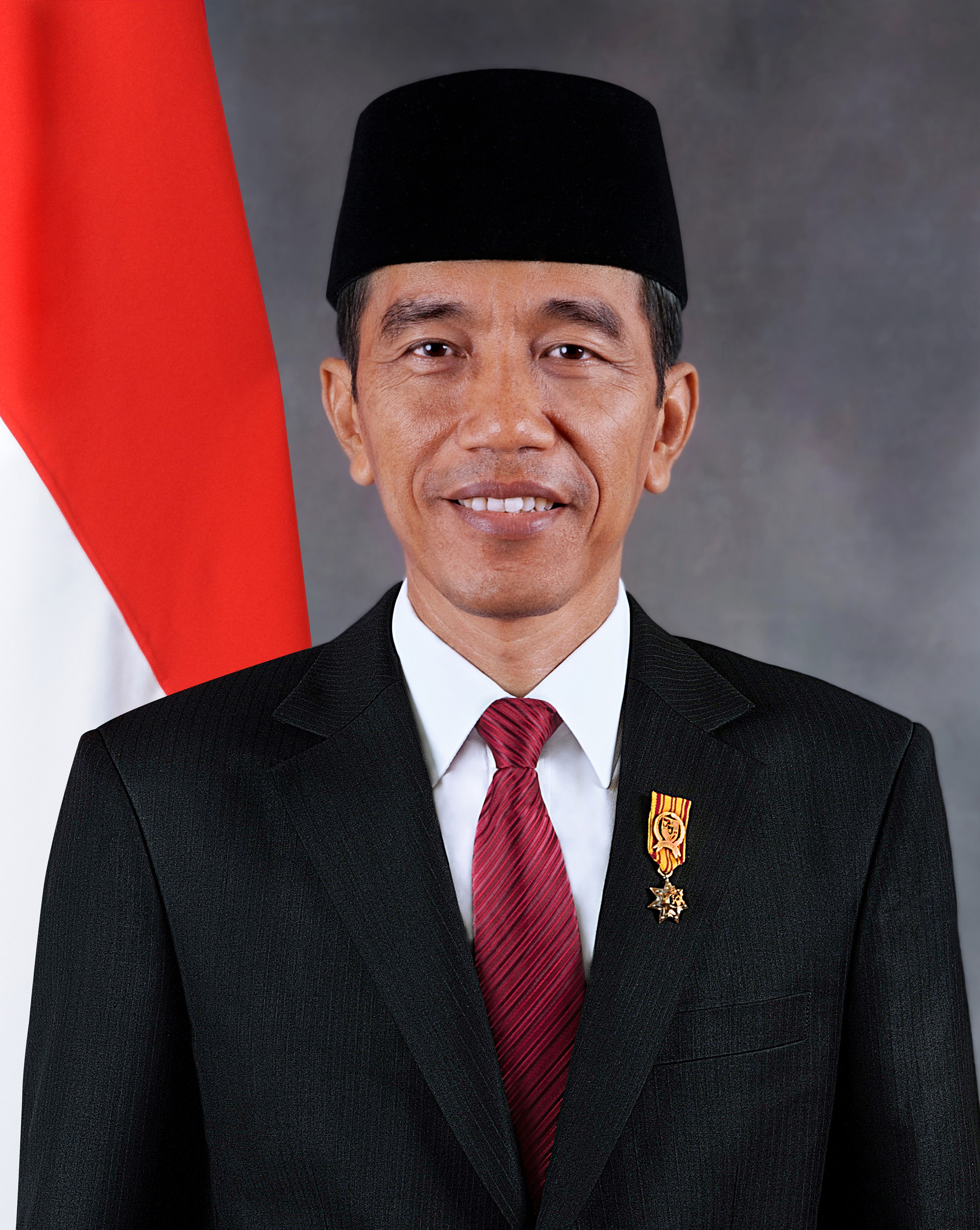
Indonésia Joko Widodo, Presidente
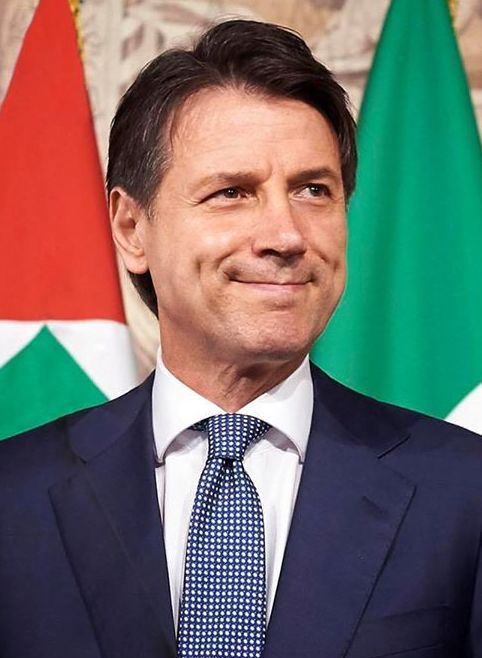
Itália Giuseppe Conte, Presidente
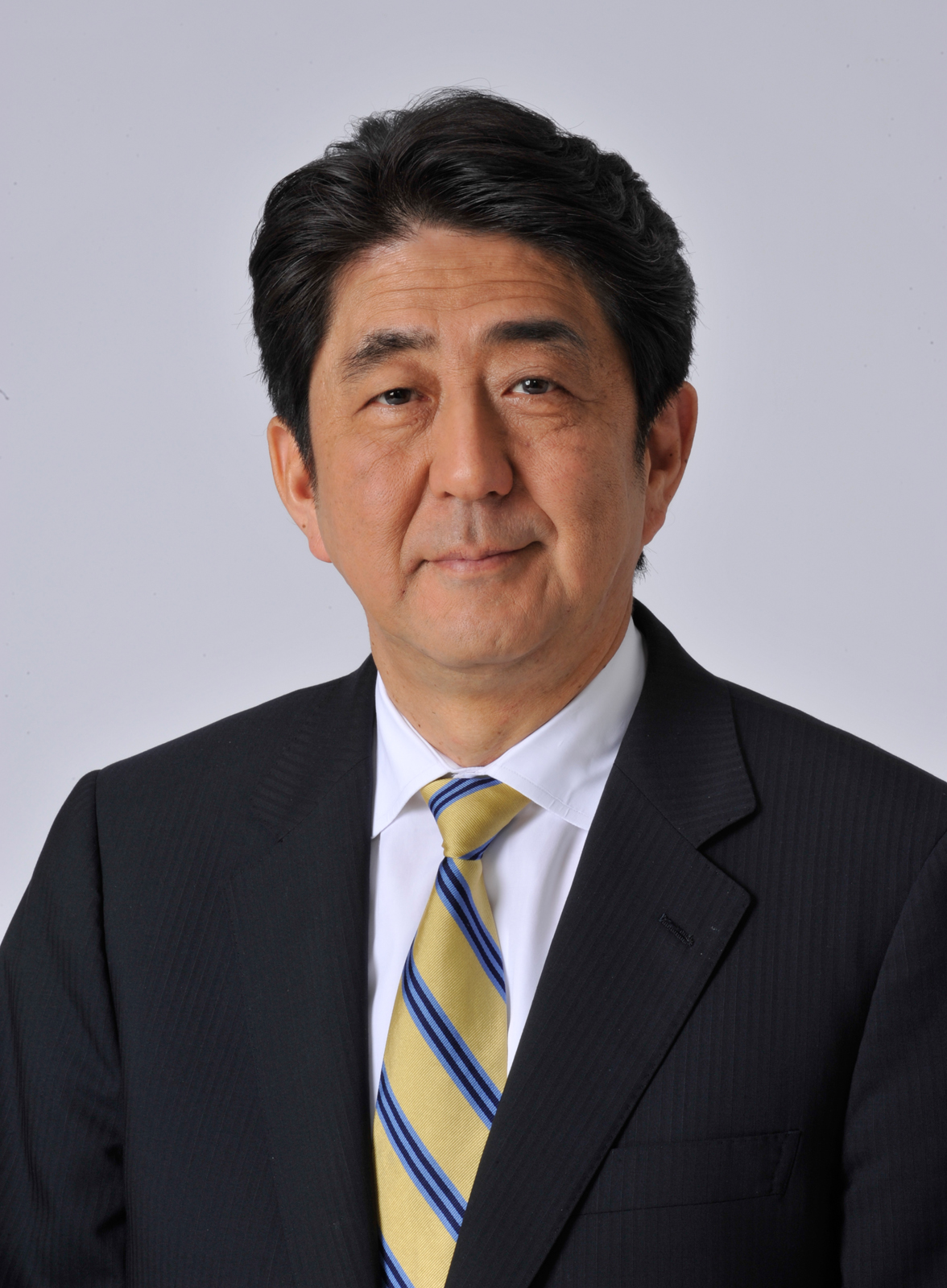
Japão Shinzō Abe, Primeiro-Ministro (Anfitrião)
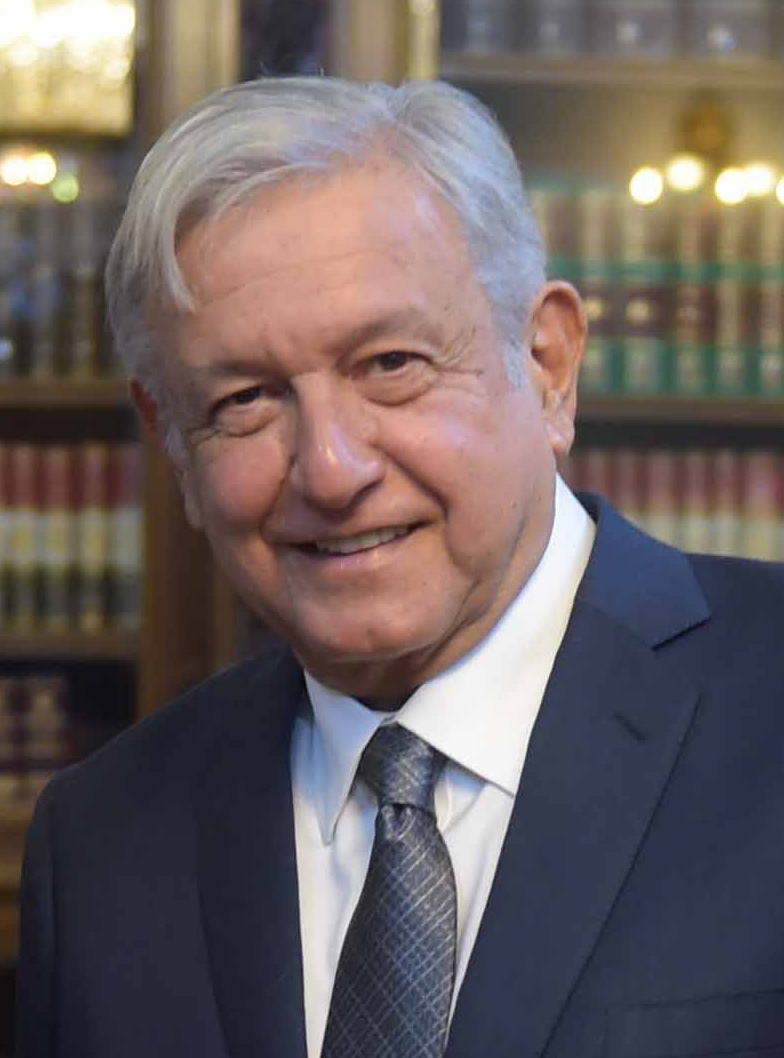
México Andrés Manuel López Obrador, Presidente
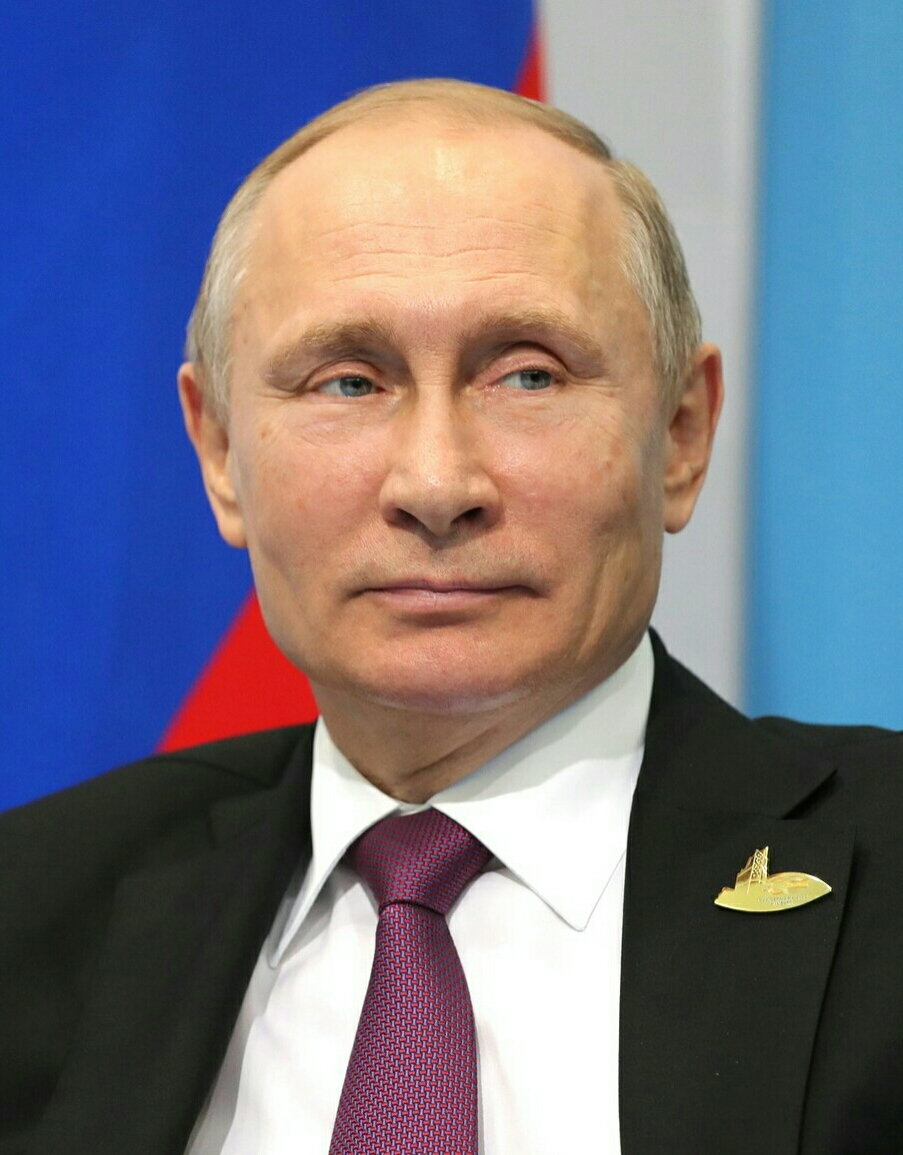
Rússia Vladimir Putin, Presidente
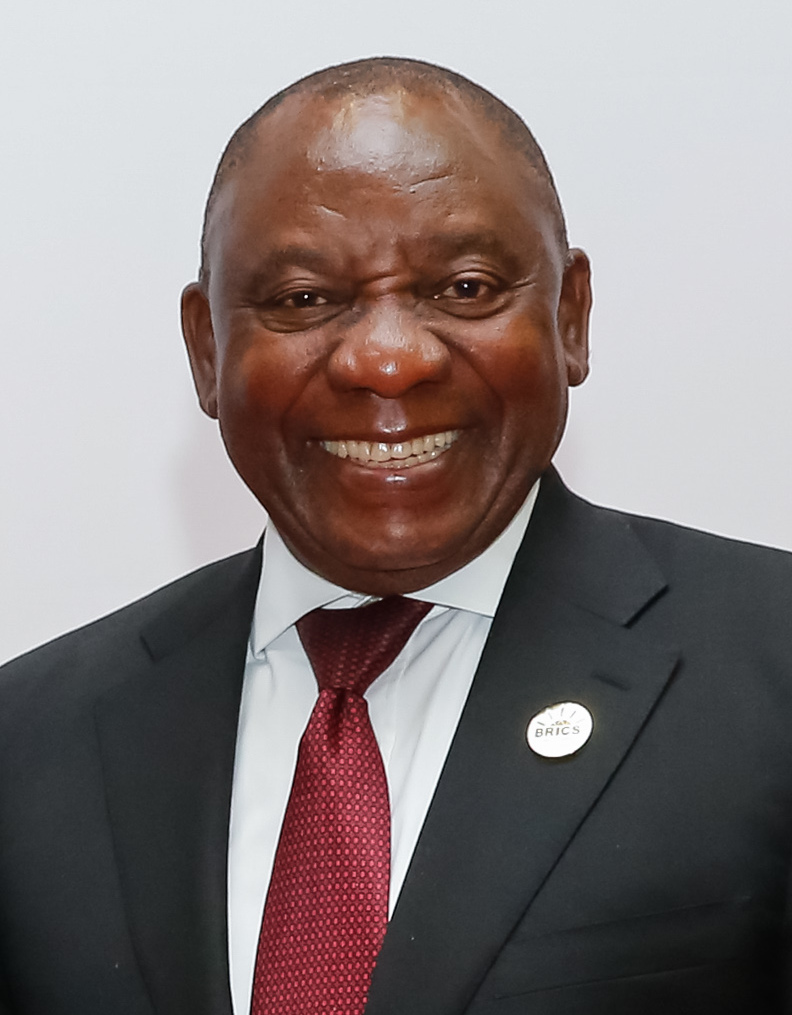
África do Sul Cyril Ramaphosa, Presidente
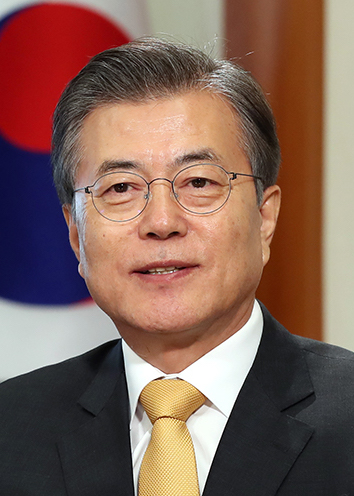
Coreia do Sul Moon Jae-in, Presidente
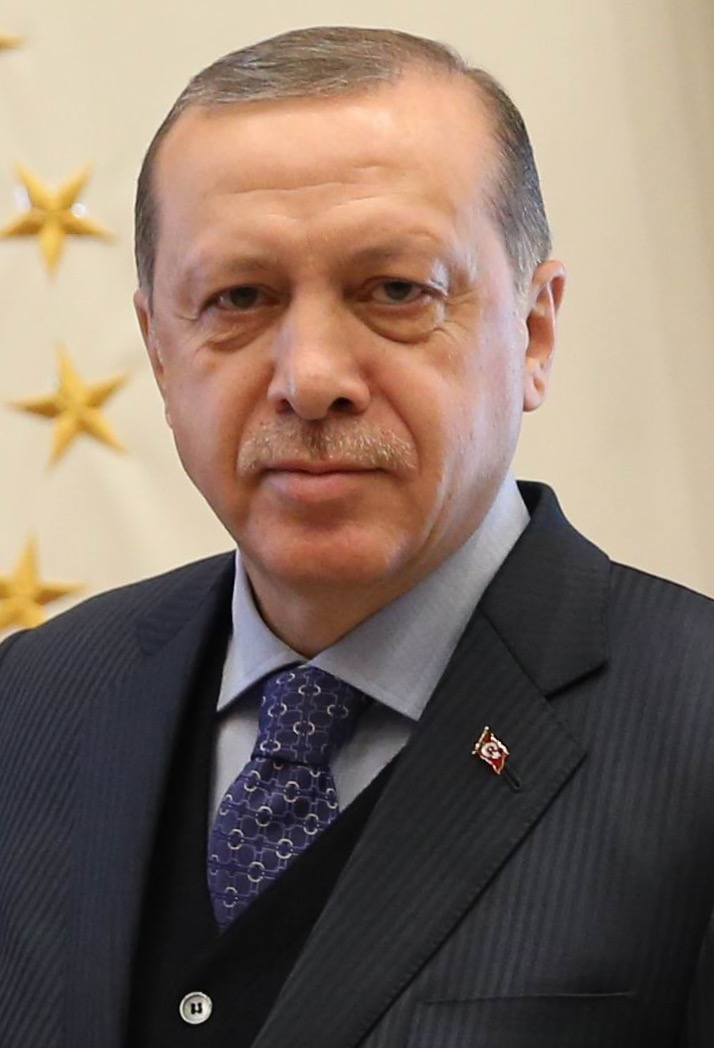
Turquia Recep Tayyip Erdoğan, Presidente
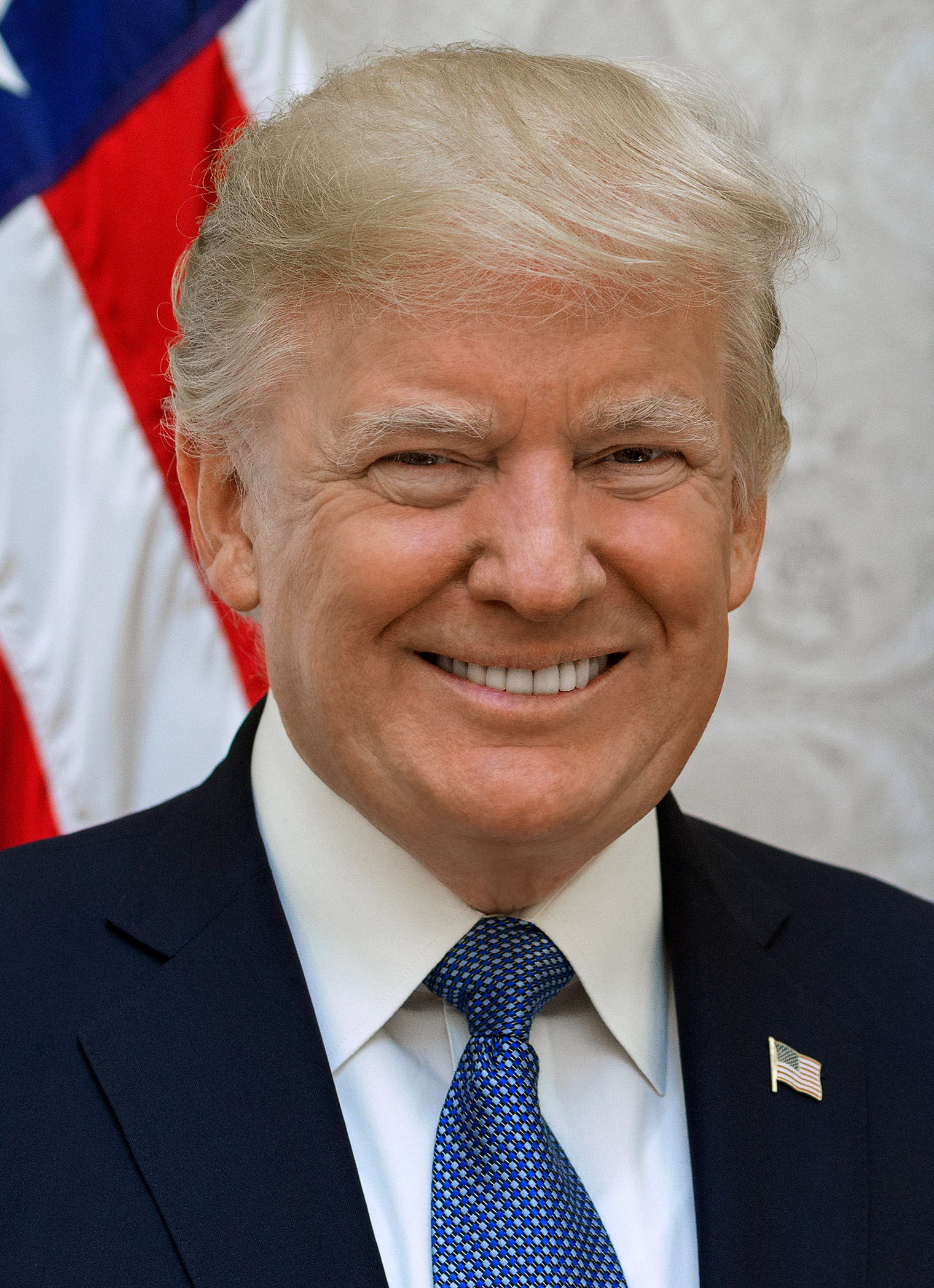
Estados Unidos Donald Trump, Presidente
União Europeia Sujeito à eleição em 2019, Presidente do Conselho Europeu
União Europeia Sujeito à eleição em 2019, Presidente da Comissão Europeia
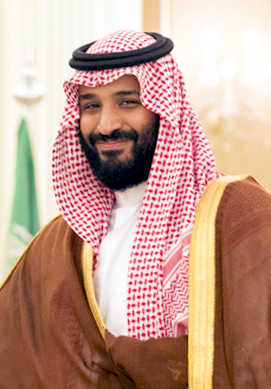
Arábia Saudita Mohammad bin Salman, Príncipe Herdeiro

## Líderes convidados

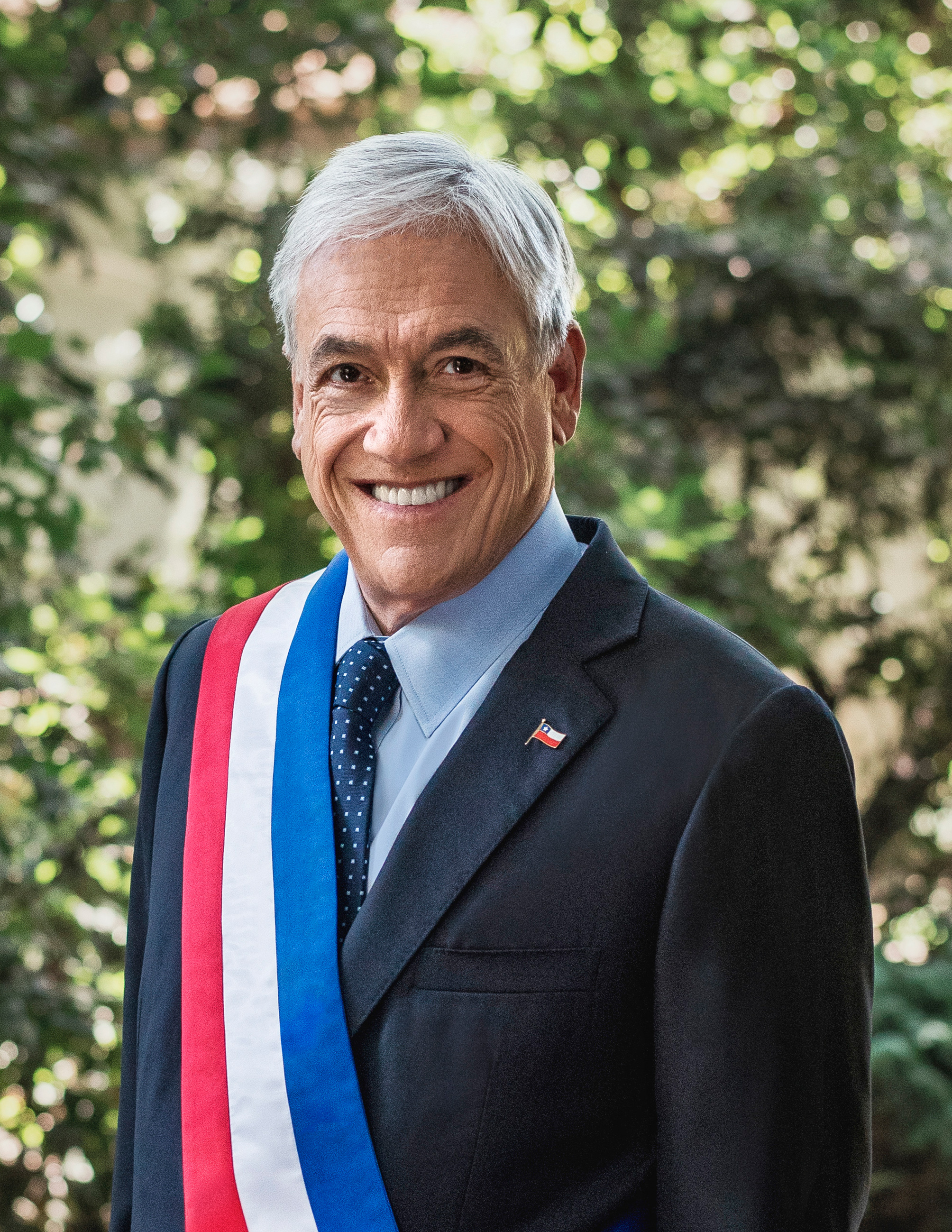
Chile Sebastián Piñera, Presidente do Chile, convidado como presidente da Cooperação Econômica Ásia-Pacífico
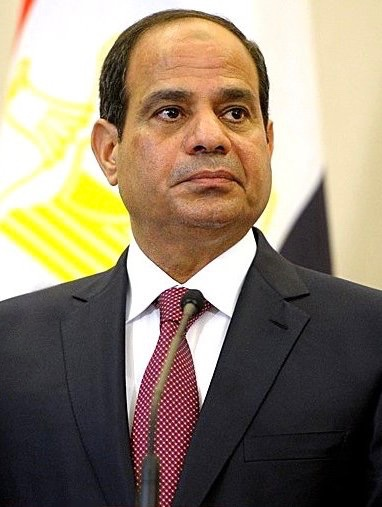
Egito Abdel Fattah el-Sisi, Presidente, convidado como presidente da União Africana
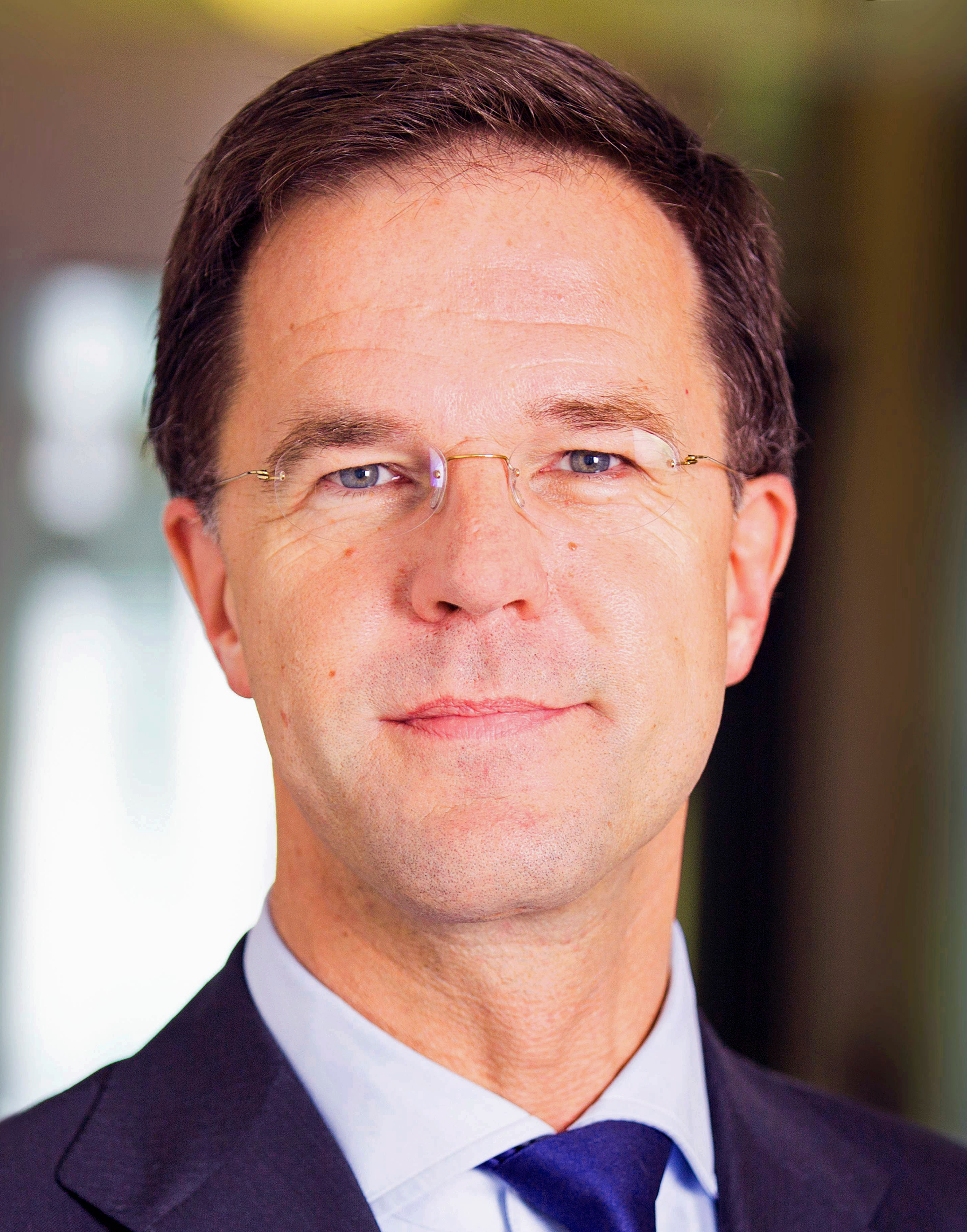
Países Baixos Mark Rutte, Primeiro-Ministro
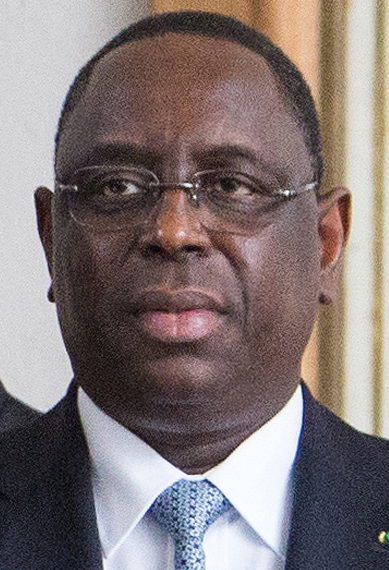
Senegal Macky Sall, Presidente, convidado como presidente da Nova Parceria para o Desenvolvimento da África
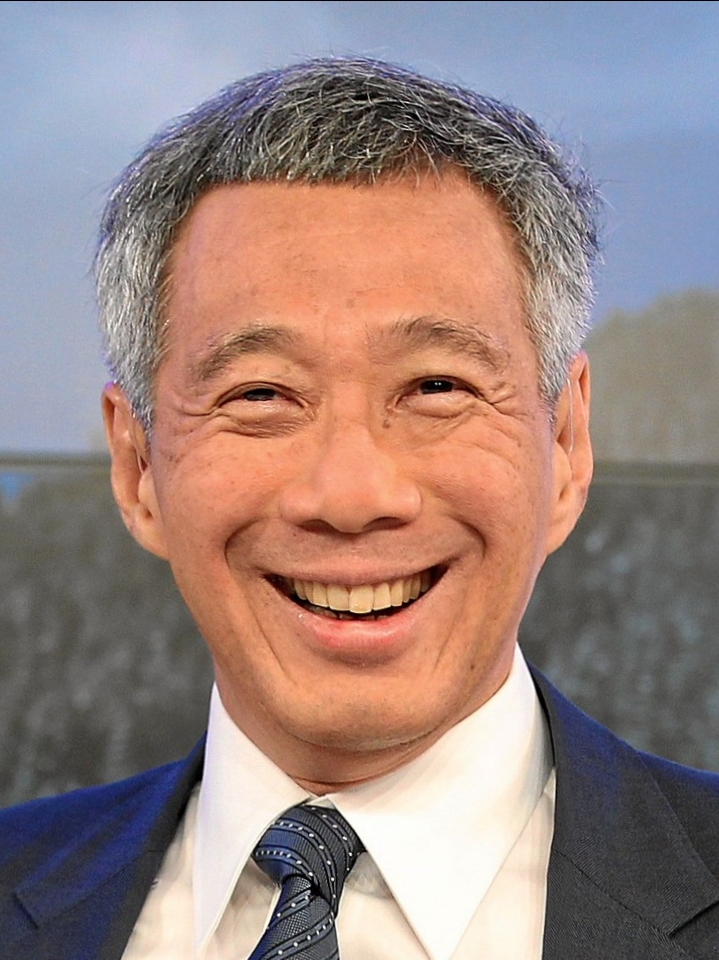
Singapura Lee Hsien Loong, Primeiro-Ministro
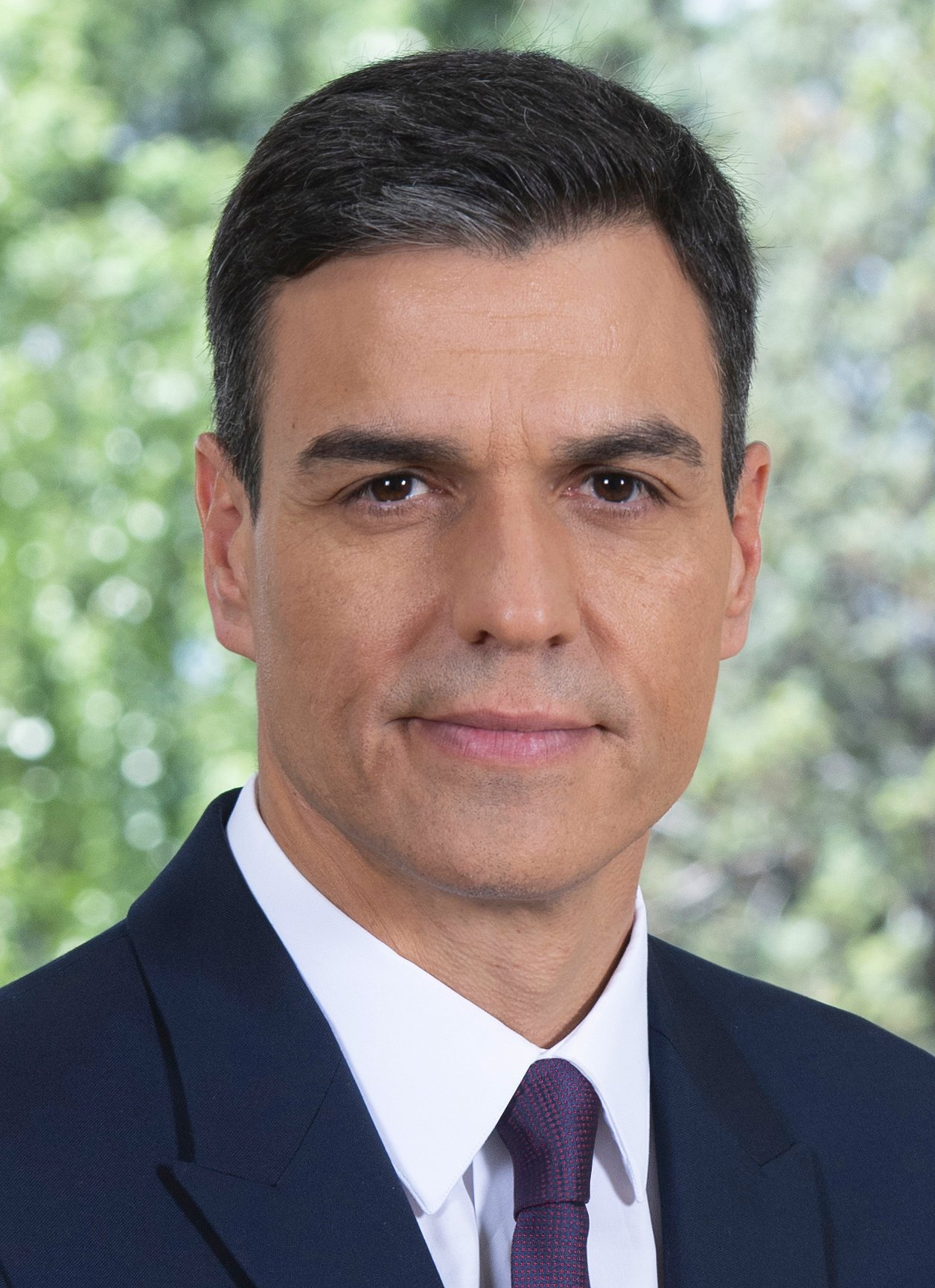
Espanha Pedro Sánchez, Primeiro-Ministro, convidado permanente
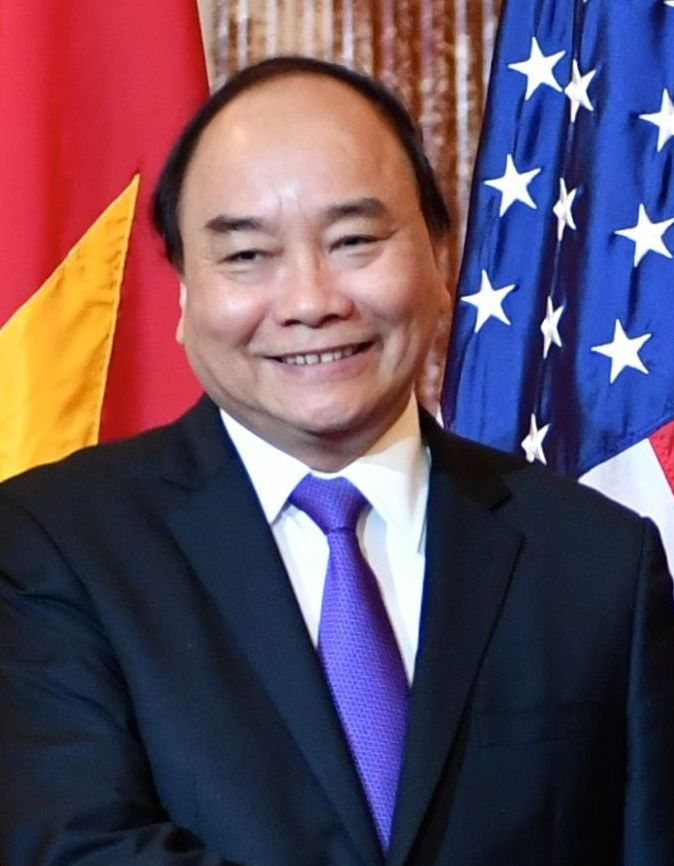
Vietname Nguyễn Xuân Phúc, Primeiro-Ministro
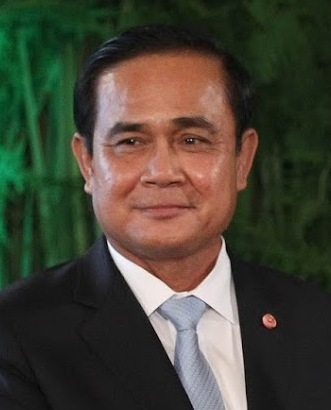
Tailândia,  Primeiro Ministro Prayut Chan-o-cha

## Organizações Convidadas
- Organização das Nações Unidas (ONU)
- Fundo Monetário Internacional (FMI)
- Banco Mundial
- Organização para Cooperação e Desenvolvimento Econômico (OCDE)